# 梁錦棠
梁錦棠（りょう きんとう、英語：Leung Kam Tong、1943年 -）は香港の中国武術家。
中華民国広東省順徳県の出身。日本占領時期の香港生まれた。1962年に葉問宗師の大弟子であり、「詠春標指王」と呼ばれている梁相に拝師、詠春四虎と呼ばれた王柱・郭強・鄭北・鄭福らの師兄らとともに武芸研鑽に励み、自由道にあった武館の助教となった。
啓徳空港に香港航空の地上職員として就職した後、1969年には、梁相の認可を受け、プライベートレッスン方式での詠春拳の教授を開始し、後に空港関係者、キャビンアテンダントや職員、ホテルスタッフらにも教授を開始した。
　2009年からは、深圳市南華村において詠春拳の教授を開始し、2010年には梁相師父の妻で師母の李桂芳と梁相系の兄弟弟子や多数の師叔らの後援を受け、梁相師父の顕彰と門下弟子や孫弟子ら詠春同門の団結と葉問系詠春拳の発展を目的として、詠春梁相国術研究学会を設立、深水埗白楊街に武館を開設し、2014年には梁錦棠詠春学会を設立した。
　また、葉問の4大弟子とその系譜をまとめた「武芸伝承」香港葉問咏春口述歴史では、梁相（標指王）の傳系を代表して技術紹介をおこなった。